# Алиханов, Олим
Олим (Алим, Алимхан) Алиханов — советский хозяйственный, государственный и политический деятель.

## Биография
Родился в 1933 году в Ферганской области. Член КПСС.
С 1951 года — на хозяйственной, общественной и политической работе. В 1951—1990 гг. — агроном колхоза имени Свердлова Кумарыкского сельского Совета Ташлакского района, партийный работник в Ферганской области, первый секретарь Кировского райкома КП Узбекистана, первый секретарь Кувинского райкома КП Узбекистана, секретарь Ферганского обкома КП Узбекистана, первый секретарь Ахунбабаевского райкома КП Узбекистана.
Избирался депутатом Верховного Совета Узбекской ССР 8-го и 11-го созывов.
Жил в Узбекистане.

## Награды и звания
- орден Ленина (08.04.1971)
- орден Октябрьской Революции (26.02.1981)
- орден Трудового Красного Знамени (01.03.1965, 10.12.1973, 27.12.1976)